# گنبدپیرمحله
گند پیرمحله بنایی آجری مربوط به اوایل دوره صفویه در ۱۰ کیلومتری جنوب‌شرقی رودسر است. که بنا دارای یک ایوان کوچک در ورودی و دو اتاق کوچک در طرفین است. گنبد بنا به شکل هشت ضلعی و ساده ساخته شده و ساختار آن دو پوسته است و سطح آن با گچ اندود شده‌است. این بنا فاقد عناصر تزئینی و نمونه یک معماری اصیل و سنتی است. کاربری سابق این بنا همچنان مورد بحث کارشناسان است.این بنا در سال ۱۳۵۶ توسط سازمان میراث فرهنگی کشور با شماره ۱۵۴۲ در فهرست آثار ملی ایران قرار گرفت.